# Xã Crane Creek, Quận Barry, Missouri
Xã Crane Creek (tiếng Anh: Crane Creek Township) là một xã thuộc quận Barry, tiểu bang Missouri, Hoa Kỳ. Năm 2010, dân số của xã này là 938 người.